# 阿史那献
阿史那 献（あしな けん、拼音：Āshǐnà Xiàn、生没年不詳）は、西突厥の可汗で、唐の軍人。阿史那元慶の子。

## 生涯
如意元年（692年）、阿史那元慶は彼が謀反を謀ったという来俊臣の讒言にあって殺害され、その子の阿史那献は崖州へ流刑に処された。
長安3年（703年）、阿史那献は呼び還されると、かさねて右驍衛大将軍を授かり、父の興昔亡可汗を襲名し、安撫招慰十姓大使に充てられた。阿史那献の本国（西突厥）では、次第に默啜と烏質勒の侵略を受けていたため、阿史那献は敢えて本国へ帰国しようとはしなかった。
しばらくして、唐は阿史那献を磧西節度使に抜擢した。十姓部落（西突厥）の都擔（とたん）が反乱を起こすと、阿史那献はこれを攻撃して斬り、その首級を宮廷へ送った。さらに阿史那献は碎葉水（スイアブ川）以西の帳落三万を中国に内属させたため、朝廷は璽書を下してこれを喜んだ。葛邏禄（カルルク）・胡禄屋・鼠尼施の三姓はすでに中国に内屬していだが、これらが默啜の侵掠をうけたので、阿史那献を定遠道大総管とし、北庭都護の湯嘉恵らと前後応じてこれにあたらせた。ここにおいて突騎施（テュルギシュ）はこの辺境での争いを密かに利用したため、阿史那献は軍隊の増援を乞い、自身は入朝したいと願い出たが、玄宗は許さなかった。玄宗は詔で左武衛中郎将の王恵に節を持たせ、阿史那献を安んじいたわらせる一方で、突騎施都督で車鼻施啜の蘇禄を順国公にしようとした。しかしながら、突騎施はすでに撥換と大石城を包囲し、さらに四鎮を占領しようとしていた。ちょうど湯嘉恵が安西副大都護に拝せられ、すぐさま三姓葛邏禄（ウチュ・カルルク）の兵を阿史那献と共にこれを撃った。玄宗は王恵に詔し、これらと力を合わせて経略させようとしたが、宰相の宋璟と蘇頲が「突騎施が叛き、葛邏禄がそれを攻撃していますが、これは夷狄どもが自ら互いに滅ぼしあっているのであって、朝廷から出たことではありません。彼らのうちで強大な方が傷つき、弱小な方が滅びるならば、わが国にとって好都合であります。王恵が赴いて慰撫しようとしている時にあたって、軍隊によって干渉すべきではありません」と言ったため、中止となった。献は結局、突騎施の娑葛が強気で他人の言に耳をかさず、これをおさえきれないので、中国に帰還した。
開元年間（713年 - 741年）、かさねて右金吾大将軍に遷ったが、長安で死去した。

## 参考資料
- 『旧唐書』（列伝第一百四十四下 突厥下）
- 『新唐書』（列伝一百四十下 西突厥）
- 佐口・山田・護訳注『騎馬民族誌２正史北狄伝』（1972年、平凡社）